# 喀拉喀托 (炸弹)
喀拉喀托是一个模块化爆炸装置，由英国埃尔福特科技术公司研制。

## 应用
喀拉喀托被设计用来作为小而强大的装置去摧毁坦克，车辆，甚至军舰。该装置可用于水下，高空，或任何形式的天气下使用。引爆时，它就成为一个巨大的熔化铜子弹，能穿透一定厚度的钢装甲。